# Rajd Kormoran 1996
Rajd Kormoran 1996 – 22. edycja Rajdu Kormoran. Był to rajd samochodowy rozgrywany od 5 do 6 lipca 1996 roku. Była to piąta runda Rajdowych Samochodowych Mistrzostw Polski w roku 1996.  

## Wyniki końcowe rajdu[1]
| Miejsce | Kierowca             | Pilot              | Samochód                  | Czas    | Strata | Grupa Klasa |
| ------- | -------------------- | ------------------ | ------------------------- | ------- | ------ | ----------- |
| 1       | Krzysztof Hołowczyc  | Maciej Wisławski   | Toyota Celica Turbo 4WD   | 1:30:59 | -      | A8          |
| 2       | Robert Gryczyński    | Tadeusz Burkacki   | Toyota Celica Turbo 4WD   | 1:34:12 | +3:13  | A8          |
| 3       | Robert Herba         | Artur Skorupa      | Toyota Celica Turbo 4WD   | 1:36:04 | +5:05  | A8          |
| 4       | Piotr Świeboda       | Andrzej Górski     | Mitsubishi Lancer Evo III | 1:36:58 | +5:59  | N4          |
| 5       | Leszek Kuzaj         | Jakub Mroczkowski  | Mitsubishi Lancer Evo III | 1:37:10 | +6:11  | N4          |
| 6       | Wiesław Stec         | Maciej Maciejewski | Mitsubishi Lancer Evo III | 1:37:19 | +6:20  | N4          |
| 7       | Waldemar Doskocz     | Aleksander Dragon  | Renault Clio Williams     | 1:38:19 | +7:20  | A7          |
| 8       | Janusz Kulig         | Jarosław Baran     | Opel Astra GSi 16V        | 1:41:11 | +10:12 | A7          |
| 9       | Robert Kępka         | Miroslaw Knapik    | Ford Escort RS Cosworth   | 1:47:20 | +16:21 | A8          |
| 10      | Włodzimierz Skrodzki | Maria Wiechowska   | Renault Clio Williams     | 1:50:44 | +19:45 | N3          |